# Élections législatives santoméennes de 2010
Les élections législatives santoméennes de 2010 se déroulent le 1er août 2010 à Sao Tomé-et-Principe.
Le résultat est une victoire de l'Action démocratique indépendante (ADI), dirigée par Patrice Trovoada, obtenant 26 sièges sur 55 à l'Assemblée nationale, contre 21 sièges pour le Mouvement pour la libération de Sao Tomé-et-Principe – Parti social-démocrate (MLSTP-PSD). Le taux de participation est particulièrement élevé, à 89 %, soit une augmentation de 22,1 points par rapport aux élections de 2006.

## Contexte
En février 2010, le Premier ministre Rafael Branco annonce que les élections législatives, prévues par la Constitution en avril 2010, seraient reportées indéfiniment en raison d'un manque de fonds. Le gouvernement aurait été incapable de fixer une date pour les élections en raison d'une confrontation entre le président, Fradique de Menezes, et l'Assemblée nationale. Le 17 mars, le président publie un décret dans lequel il affirme qu'il est la seule personne apte à fixer les dates des élections et décide de l'organisation des élections législatives le 1er août.
Lors des précédentes élections législatives de mars et avril 2006, la coalition composée du Mouvement pour les forces de changement démocratique - Parti libéral et du Parti de convergence démocratique - Groupe de réflexion (MDFM-PCD), soutien du président de Menezes, avait remporté 23 des 55 sièges de l'Assemblée nationale. Le Mouvement pour la libération de Sao Tomé-et-Principe et l'Action démocratique indépendante avaient respectivement récolté 20 et 11 sièges. 
Après les élections de 2006, le président de Menezes avait nommé son allié du Mouvement pour les forces de changement démocratique, Tomé Vera Cruz, en tant que nouveau Premier ministre, mettant ainsi fin à la période de cohabitation. Francisco da Silva du Parti de convergence démocratique avait lui été élu président de l'Assemblée nationale. De plus, lors de l'élection présidentielle organisée en juillet 2006, de Menezes a été réélu en battant le dirigeant de l'ADI, Patrice Trovoada, fils de l'ancien président Miguel Trovoada.
Depuis la mise en application de la Constitution de 1990, mettant fin au régime du parti unique, aucun gouvernement n'a duré toute une législature. En février 2008, un gouvernement de coalition est formé à la suite d'une alliance avec l'ADI, sous l'autorité de Patrice Trovoada. Cependant, en mai 2008, ce gouvernement s'effondre à la suite d'un vote de défiance de l'Assemblée. En conséquence, le président de Menezes nomme Rafael Branco du MLSTP-PSD comme nouveau Premier ministre. Ce dernier forme un gouvernement avec le MDFM et le PCD.
En décembre 2009, Fradique de Menezes, qui était jusqu'alors président honoraire du MDFM, est élu dirigeant du parti. Le PCD fait valoir que cette élection interne est « inconstitutionnelle » puisque la Constitution interdirait au président d'occuper tout autre responsabilité officielle. Avec le MLSTP-PSD, le PCD demande à la Cour suprême de se prononcer sur la légalité de l'élection du président de Menezes en tant que dirigeant du MDFM. À la suite de cette affaire, le MDFM se retire du gouvernement et cesse son alliance électorale avec le PCD. 
Le président de l'Assemblée, Francisco da Silva, décède en avril 2014. Il est remplacé le mois suivant par Arzemiro dos Prazeres, également membre du PCD.

## Campagne électorale
La campagne électorale de l'ADI se concentre sur le thème du « changement ». Le parti s'engage à restaurer l'autorité de l'État et à lutter contre la corruption. Il écarte toute possibilité de former un gouvernement avec les partis membres du gouvernement sortant, à savoir le MLSTP-PSD et le PCD.
Le MLSTP-PSD exhorte les électeurs de lui donner une majorité absolue pour mettre fin à l'instabilité politique du pays. Le Premier ministre Rafael Branco promet d'ouvrir son nouveau gouvernement à la société civile. Le PCD, dirigé par Albertino Bragança annonce lui une « gouvernance dynamique » et une croissance économique.

## Résultats
Le 1er août, quelque 79 000 électeurs inscrits, soit environ 89 % du corps électoral, se sont rendus aux urnes. Le vote s'est déroulé dans une paix relative bien qu'il ait été perturbé dans deux bureaux de vote. À Belém, les citoyens ont organisé un boycott des élections en raison du manque d'eau potable dans la localité. À Montalvao une urne a été volée dans un bureau de vote. Le leader de l'ADI, Patrice Trovoada, dénonce aussi les tactiques d'achat de votes et d'intimidation dont seraient victimes les partisans de son parti. 
Le 8 août, la commission électorale réorganise l'élection dans les bureaux de vote dans lesquels des incidents avaient été signalés.
| Parti | Parti                                                                         | Voix   | %     | Sièges | +/-           |
| ----- | ----------------------------------------------------------------------------- | ------ | ----- | ------ | ------------- |
|       | Action démocratique indépendante                                              | 29 588 | 43,13 | 26     | 15            |
|       | Mouvement pour la libération de Sao Tomé-et-Principe – Parti social-démocrate | 22 510 | 32,81 | 21     | 1             |
|       | Parti de convergence démocratique - Groupe de réflexion                       | 9 540  | 13,91 | 7      | 15            |
|       | Mouvement pour les forces de changement démocratique - Parti libéral          | 4 986  | 7,27  | 1      | 15            |
|       | Union des démocrates pour la citoyenneté et le développement                  | 855    | 1,25  | 0      | en stagnation |
|       | Front chrétien-démocrate (en)                                                 | 291    | 0,42  | 0      | en stagnation |
|       | Mouvement socialiste                                                          | 260    | 0,38  | 0      | Nv.           |
|       | Union nationale pour la démocratie et le progrès (en)                         | 242    | 0,35  | 0      | en stagnation |
|       | Confédération nationale démocratique - Fêssu Bassóla                          | 204    | 0,30  | 0      | en stagnation |
|       | Coalition démocratique de l'opposition                                        | 129    | 0,19  | 0      | en stagnation |
|       | Total                                                                         | 68 605 | 100   | 55     |               |

## Conséquences
Le 14 août, la Cour suprême valide les résultats des élections. de Menezes nomme Patrice Trovoada de l'Action démocratique indépendante nouveau Premier ministre. Son gouvernement, composé de membres de l'ADI et du MDFM, est investi le 23 août.
Le 11 septembre, l'Assemblée nationale tient sa première session et élit l'ancien premier ministre Evaristo Carvalho (ADI) comme nouveau président.